# 跋山水库
跋山水库位于中国山东省临沂市沂水县，是以防洪、灌溉为主，兼有发电、养殖等功能的大（二）型水库。